# Люди на болоті
«Люди на болоті» — радянський художній фільм 1981 року знятий за однойменним романом Івана Мележа, що входить в «Поліську хроніку», про становлення Радянської влади в поліському селі Курені, продовження цього фільму називається «Дихання грози» (1982).

## Сюжет
У 1920-ті роки в глухі місця поліських боліт прийшла Радянська влада. Однак заможні господарі села Курені не збиралися віддавати свої землі селянам. Банди залякували людей. Але селяни зробили перший крок: всім селом вони вийшли прокладати гать через болото — дорогу до нового життя… Сюжетна лінія також описує і життя молодих жителів села — дівчини Ганни та хлопця Василя.

## У ролях
- Олена Борзова — Ганна
- Юрій Казючиц — Василь
- Геннадій Гарбук — батько Ганни
- Гелена Івлієва — Циля
- Марія Захаревич — Анна
- Віктор Манаєв — Альоша Губатий
- Едуард Горячий — чекіст Харчев
- Віктор Шульгін — Дометик
- Юрій Горобець — Глушак
- Борис Невзоров — Євхим
- Дмитро Харатьян — Степан Глушак
- Августин Милованов — Зубрич
- Марина Яковлєва — Хадоська
- Федір Шмаков — Зайчик
- Віктор Гоголєв — Андрій Рудий
- Стефанія Станюта — знахарка
- Афанасій Кочетков — Дубоділ

## Знімальна група
- Автори сценарію:  Іван Мележ,  Віктор Туров
- Режисер:  Віктор Туров
- Оператор: Дмитро Зайцев
- Композитор:  Олег Янченко
- Художник:  Євген Ігнатьєв
- Звукорежисер: Гернард Баско